# Emilia ramulosa
Emilia ramulosa là một loài thực vật có hoa trong họ Cúc. Loài này được Gamble mô tả khoa học đầu tiên năm 1921.